# Bitwa pod El-Teb
Bitwa pod El-Teb lub At Tiba (właściwie druga bitwa pod El-Teb) – starcie zbrojne, które miało miejsce 29 lutego 1884 roku na południe od portowego miasta Sawakin w Sudanie pomiędzy liczącymi 4 000 żołnierzy siłami egipskiego korpusu ekspedycyjnego dowodzonego przez generała-majora sir Geralda Grahama, a 6-tysięcznym zgrupowaniem mahdystów pod wodzą gubernatora wschodniego Sudanu, Osmana Digny.
Po pokonaniu w dniu 4 lutego w tej samej okolicy korpusu egipskiego Bakera Paszy (przy której to okazji w ręce powstańców wpadło wiele nowoczesnych karabinów i znaczne ilości amunicji) Osman Digna postanowił bronić zajętego terenu. Tymczasem nadciągający korpus Grahama miał za zadanie otwarcie drogi z Egiptu na południe i ustanowienie bezpośredniego połączenia z oddziałami broniącymi Chartumu.
Bitwa przyniosła decydujące zwycięstwo Egipcjanom, którzy stracili zaledwie 34 zabitych i 155 rannych, eliminując z walki ponad 2100 mahdystów. Zwycięstwo nie zostało jednak wykorzystane, bowiem Graham wycofał swe wojska na północ, podczas gdy Osman pozostał na miejscu zbierając siły do następnej kampanii.
Połączenie Egiptu z bronionym przez brytyjsko-egipskie wojska Charlesa Gordona Chartumem nie nastąpiło, skutkiem czego miasto w roku 1885 zostało zdobyte przez mahdystów, którzy wymordowali prawie wszystkich obrońców z Gordonem na czele.